# Die Toten von Salzburg – Vergeltung
Die Toten von Salzburg – Vergeltung ist ein österreichischer Fernsehfilm der Krimireihe Die Toten von Salzburg aus dem Jahr 2021 von Erhard Riedlsperger. Die Erstausstrahlung im ORF erfolgte am 30. Dezember 2021, im ZDF wurde der Film erstmals am 26. Januar 2022 gezeigt. Auf Flimmit wurde der Film am 23. Dezember 2021 veröffentlicht.

## Handlung
In ihrem achten gemeinsamen Fall untersuchen Major Peter Palfinger von der Salzburger Abteilung Blut- und Gewaltdelikte und Kriminalhauptkommissar Hubert Mur aus Traunstein das Verschwinden von Leonie Höfinger, einem jungen Mädchen aus Bayern, Schülerin der Salzburg International School (SIS), einem Salzburger Elite-Gymnasium.
Sie ist möglicherweise einem Gewaltverbrechen zum Opfer gefallen, ihren Eltern Gerda und Ignaz Höfinger wird ein Foto eines blutverschmierten Marmortisches zugespielt. Das Foto wurde in den Wasserspielen Hellbrunn aufgenommen, die Spiele wurden in der Nacht unbefugt in Betrieb genommen, der Schlüssel zum Schaltkasten fehlt. Wegen der übereinstimmenden Blutgruppe nehmen die Ermittler an, dass die Blutspuren von Leonie stammen. Aufgrund einer Lösegeld-Forderung stellt sich bald heraus, dass es sich um einen Entführungsfall handelt, die Tochter eines bayerischen Bierbrauers und Unternehmers könnte also noch am Leben sein. Operative Unterstützung erhalten die Ermittler von der Cobra unter Oberst Wintersteller, die Übergabe ist am Mönchsberg geplant, dort findet Gerda allerdings nur das Handy von Leonie mit einem Hilferuf per Video. Während Bierbrauer Ignaz keinen Alkohol und damit kein Bier mehr trinkt, ist seine Frau Alkoholikerin.
Die Spur zum Kidnapper führt zu Leonies Praktikumsstelle bei Comeback, einem Resozialisierungsprojekt im Tiergarten im Schlosspark Hellbrunn. Das Projekt wird vom Elite-Gymnasium finanziell unterstützt, außerdem erhalten Schüler des Gymnasiums die Möglichkeit, an dem Projekt mitzuarbeiten. Ein Schulkamerad von Leonie ist Robin Kubka, dessen Vater Anwalt ist. Leonie und Robin waren meistens mit Jack Dunic eingeteilt, manchmal auch mit Meli Permoser, die beide von Comeback betreut werden. Von Meli erfährt die Ermittlerin Irene Russmeyer, dass Robin vor ein paar Monaten zunächst sie unter Drogen gesetzt und anschließend mit ihrem Chip den Gepardenkäfig geöffnet hat. Den Vorfall habe sie nicht gemeldet, weil sie der Meinung war, dass ihr als ehemaligem Junkie niemand glauben würde. Mit dem Geparden ist weiter nichts passiert, Jack und Betreuerin Claudia Haberl hatten alles wieder in Ordnung gebracht. Außerdem erzählt Meli von einer Wette zwischen Robin und Jack, die Jack gewonnen hatte. Die beiden hatten darum gewettet, wer Leonie ins Bett bekommen würde. Einsatz war das 20.000 Euro teure Motorrad von Robin.
Laut Online-Nachrichten prüft der Rechnungshof den Verein Comeback wegen Verschwendung von Steuergeld. Thomas Hochleitner, der Leiter des Vereines, vermutet, dass dies durch Neider politisch gesteuert ist. Der Verein erhält pro Klient 500 Euro monatlich und bietet dafür vollständige Betreuung der rund 50 Klienten. Die Eltern von Leonie erhalten mit einem Paket eine erneute Videobotschaft, als Übergabeort wird die Seeklause in Schönau am Königssee vereinbart. Die Mitarbeiterin in der Paketabgabestelle identifiziert Jack als jene Person, die am Vortag ein Paket abgegeben hatte. Gefundene DNA-Spuren stammen von Jack, Haare von einem Zebra. Haberl traut Jack allerdings keine Entführung zu, auch dass Leonie die Entführung selbst inszeniert haben könnte, scheint ihr unwahrscheinlich, nachdem sie das Geld ihrer Eltern ohnehin bekommt. Von Jack fehlt jede Spur, sein Handy ließ er in seiner Unterkunft liegen, somit kann er nicht damit geortet werden. Außerdem fehlt laut Claudia Haberl das Notfallgewehr aus dem Zoo.
Am Übergabeort trifft Höfinger auf Robin, der mit seinem Motorrad vorfährt und etwas abholen soll. Den Auftrag dazu erhielt er über ein Karteikartensystem im Zoo, die Mitteilung wurde mit Schreibmaschine geschrieben, eine solche findet sich in Jacks Unterkunft. Robin gibt an, er habe die Karteikarte von Jack erhalten. Palfinger verfolgt Claudia Haberl, die sich mit Jack trifft. Sie gesteht ihm, wegen einer weiteren Wette, die 17 Jahre ältere Frau ins Bett zu bekommen, Leonie entführt und eine Beweiskette gegen Jack konstruiert zu haben und sich so an ihm aus enttäuschter Liebe wegen der Wette zu rächen. Claudia bedroht mit dem Notfallgewehr zunächst Jack, dann droht sie, sich selbst das Leben zu nehmen. Im Kampf zwischen den beiden schießt Palfinger und trifft Jack ins Bein. Um die Diensttauglichkeit von Major Palfinger festzustellen und eine Suspendierung zu vermeiden, organisiert Seywald einen MRT-Termin. Dabei fällt Palfinger ein, dass er unmittelbar nach dem Schuss von Jack Claudi war's! und von ihr Sag nichts! vernommen hatte. Nachdem Claudia Leonie erneut in ihrem Gefängnis in einer Höhle aufsucht, teilt sie ihr mit, sie nicht umbringen zu wollen, stattdessen würden sie die Bergputzer in drei Monaten im Zuge ihrer Höhlenrunde finden. Alle Fingerabdrücke dort seien von Jack, sodass alle von ihr manipulierten Indizien für Jack als Entführer sprächen.
Robin Kubka zeigt den Ermittlern ein Foto, das Claudia und Jack im Bett zeigt. Das Foto war der Beweis dafür, dass Jack die Wette gewonnen hatte, dafür hatte er das Motorrad von Robin erhalten. Claudia verrät schließlich das Versteck von Leonie, wo Palfinger sie lebend vorfindet. Gleichzeitig droht Haberl sich vom Hellbrunner Berg in die Tiefe zu stürzen, wird aber von Russmeyer und Mur daran gehindert.
Nebenhandlung
Hofrat Seywald und sein Partner René Kleist verabschieden sich in die geplanten Flitterwochen nach Hawaii. Am Flughafen Frankfurt teilt Seywald René jedoch mit, nach Salzburg zurückkehren zu müssen. Am Flughafen Salzburg trifft er sich mit Landtagspräsidentin Zirner, die schlechte Presse wegen des Schussvorfalls mit Palfinger befürchtet. Dieser eröffnet seinem Bruder Sebastian, dass es ihm seit einiger Zeit nicht gut geht, er kaum schlafen kann und beim Schießtraining versagt hat. Sebastian weiß zwar auch keinen Rat, erzählt Peter aber, dass der Erzbischof ihn wieder einstellen möchte, diesmal für die Pressearbeit. Gerichtsmediziner Simon Wächter bittet Irene Russmeyer um eine Verabredung, der sie aufgrund eines Missverständnisses zusagt. Nachdem er sie von hinten überrascht, wird Wächter von ihr überwältigt, dabei aber verletzt und muss in Behandlung. Mit seiner Physiotherapeutin findet er eine neue Liebe. Seywald und Kleist heiraten schließlich in Salzburg, ihre Hochzeit feiern sie im Kaffeehaus von Herrn Wolfgang.

## Produktion

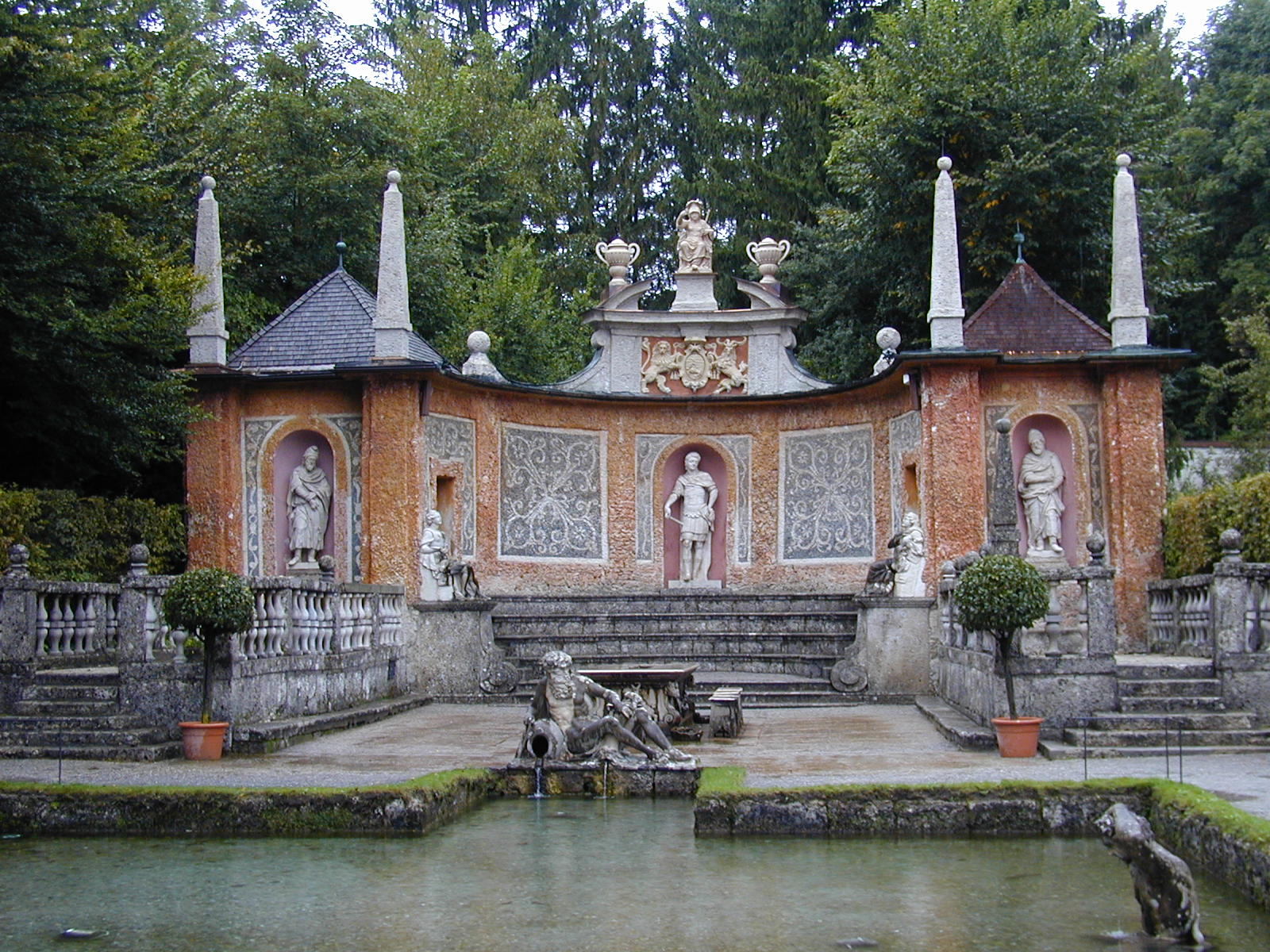
Einer der Drehorte: Die Wasserspiele Hellbrunn

Die Dreharbeiten fanden vom 14. Mai bis zum 15. Juni 2021 in Stadt und Land Salzburg sowie in Berchtesgaden statt. Gedreht wurde unter anderem im Zoo des Schlossparks Hellbrunn in Anif bei Salzburg sowie am Hellbrunner Berg.
Produziert wurde der Film von der Satel Film, beteiligt waren der Österreichische Rundfunk und das ZDF, unterstützt wurde die Produktion vom Fernsehfonds Austria, dem Land Salzburg und der Stadt Salzburg. Die Kamera führte Kai Longolius, für die Ausstattung zeichnete Michael Wiese verantwortlich und für das Kostümbild Christoph Birkner.

## Rezeption

### Kritiken
Volker Bergmeister vergab auf tittelbach.tv 3,5 von sechs Sternen. Zwar gifteten sich Palfinger und Mur wie gewohnt witzig an, allerdings mangle es an Lokalkolorit.
Ähnlich urteilte Oliver Armknecht auf film-rezensionen.de, der den Film mit vier von zehn Punkten bewertete und meinte, dass die Hauptfiguren zwar nach wie vor Spaß machten, allerdings tauge der Film ansonsten wenig. Spannung und Rätselfaktor seien gering und die Auflösung enttäuschend, ebenso überzeuge die gesellschaftliche Komponente nicht.
Hans Czerny befand auf prisma.de, dass die Salzburger hier gewaltig am eher volkstümlichen Humor der Rosenheim-Cops andockten. Der Dialekt werde noch kräftiger als dort zur Schau gestellt, und die Dialoge seien mitunter recht schlicht.

### Einschaltquote
In Deutschland sahen den Film bei Erstausstrahlung im ZDF 6,74 Millionen Personen, der Marktanteil betrug 22,6 Prozent.